# Arcadian
Arcadian (bra: Depois do Apocalipse) é um filme de terror e suspense irlandês-canadense-americano escrito por Michael Nilon, dirigido por Ben Brewer e estrelado por Nicolas Cage. Estreou no festival SXSW em 11 de março de 2024, seguido por um lançamento nos cinemas nos Estados Unidos em 12 de abril de 2024, pela RLJE Films.

## Sinopse
Em um futuro próximo, em uma Terra dizimada, Paul e os seus filhos gêmeos encontram tranquilidade durante o dia, mas terror à noite, quando criaturas ferozes despertam e consomem todas as almas vivas no seu caminho. Quando Paul quase é morto, os jovens bolam um plano desesperado de sobrevivência, usando tudo o que o pai lhes ensinou para mantê-los vivo.

## Elenco
- Nicolas Cage como Paul[5]
- Jaeden Martell como Joseph[5]
- Maxwell Jenkins como Thomas[5]
- Sadie Soverall como Charlotte Rose[5]
- Samantha Coughlan como Sra. Rose
- Joe Dixon como Sr. Rose

## Produção
Em outubro de 2022, foi divulgado que Nicolas Cage faria parte do elenco do filme. No mês seguinte, em novembro de 2022, foram anunciadas as adições de Jaeden Martell, Maxwell Jenkins e Sadie Soverall ao elenco, enquanto as filmagens se desenrolavam em Dublin. Em fevereiro de 2023, foi revelado que o roteiro foi concluído durante as filmagens na mesma cidade, marcando o início da fase de pós-produção do filme.[carece de fontes?]

## Recepção
No site agregador de críticas Rotten Tomatoes, 84% das 91 resenhas dos críticos são positivas, com uma classificação média de 6,4/10. O consenso diz: "Liderado por um trio de performances fortes, Arcadian combina drama familiar e terror pós-apocalíptico com um efeito visceral e emocionante." O Metacritic, que usa uma média ponderada, atribuiu ao filme uma pontuação de 60 em 100, baseado em 19 críticos, indicando críticas "mistas ou médias".